# 25191 Rachelouise
25191 Rachelouise è un asteroide della fascia principale. Scoperto nel 1998, presenta un'orbita caratterizzata da un semiasse maggiore pari a 2,7345048 UA e da un'eccentricità di 0,0892093, inclinata di 6,66065° rispetto all'eclittica.